# Uhagonia wintreberti
Uhagonia wintreberti är en insektsart som beskrevs av Kevan, D.K.M. 1968. Uhagonia wintreberti ingår i släktet Uhagonia och familjen Pyrgomorphidae. Inga underarter finns listade i Catalogue of Life.